# Camell de Molins de Rei
|  | Per a altres significats, vegeu «El Camell (desambiguació)». |

El Camell de Molins de Rei és una figura zoomòrfica de la tradició molinenca de Carnestoltes a Molins de Rei de l'últim terç del segle XVIII, recuperada l'any 1981. El Camell ha permès la recuperació local d'una bèstia de foc tradicional i l'impuls d'un corpus festiu d'un alt nivell imaginatiu, sent una de les peces d'imatgeria festiva més dinamitzadores i representatives de Molins de Rei.

## Història

### Origen
Tot i que resulta molt difícil establir els orígens de la bèstia fantàstica, s'han pogut trobar alguns documents que esmenten el Camell. El primer testimoni documentat és un article publicat a El Eco del Llobregat el 28 de febrer de 1897 titulat "Lo carnaval del meu poble y la plassa del Camell", on s'esmenta l'existència i la popularitat del Camell ja el primer terç del segle xix. Dit article afegeix que, a causa de la popularitat de dita celebració, la plaça de l'Ajuntament es coneixia com la plaça del Camell.
El llibre Palau y vila de Molins de Rey, editat l'any 1908, a cura de l'historiador Francesc Rodon i Pujol cita el que havia estat costum: "Durant el Carnestoltes, a la plaça de la Vila es feia un ball de carrer. Quan el ball estava més animat, apareixia la bèstia fantàstica, de forma espontània i transgressora, empaitant tothom, especialment a la gent rica que feia el Ball de Carnaval, causant corregudes i fent gresca i gatzara. La bèstia estava formada per un cap de matxo amb un bon dentat i tenia el cos de sacs i mantes de retalls de colors. La boca del matxo s'obria i es tancava i a les concavitats dels ulls se li posaven dues taronges." Per altra banda, Joan Pi i Saumell explicità: "La idea primigènia del Camell, bèstia popular, es gestaria en aquest corral del carrer Ponent. Miquel Carbonell i Estella fou l'enginyós pare creatiu d'un insòlit animal divertidor sense cap semblança als habituals." En el mateix llibre se'n fa referència a una petita ressenya de Joan Amades en el llibre Costumari Català, encara que només indica que era una bèstia fantàstica.
Així doncs, la construcció del Camell original es feia cada any cercant per les vores del riu el cap sencer d'una mula o un matxo que es col·locava en un carro. Amb les arquetes del carro tapades amb una manta es feia el cos de l'animal i es donava moviment a les mandíbules que mitjançant un enginyós mecanisme s'obrien o tancaven a voluntat dels dos homes que anaven dins. Amb aquesta andròmina, la gent del poble interrompia el ball de Carnestoltes de la gent benestant que se celebrava a la plaça de l'Ajuntament.
Aquella bèstia no tenia res a veure amb el Camell de dues gepes que viu al desert, sinó que se li deia Camell perquè és una bèstia que fa el ximple i el brètol, i aquella expressió se la coneixia com "fer el camell", el que ara utilitzem com "fer el burro" o "fer l'animal".

### Recuperació
El procés de recuperació de la bèstia comença amb els ajuntaments democràtics, just després de la dictadura franquista. Els tres pregoners de la Festa Major de l'any 1979 –Miquel Rius i Torelló, Jaume Romeu Vives i Josep Lluís Revenga Santos– activistes culturals de la vila, van redescobrir i compartir una antiga tradició perduda: "un feixuc ninot fet de fustes i tela, sostinguts per dos homes, amb una bocassa feta amb les barres d'un cavall i uns ulls lluminosos que esparveraven, era el centre de la gresca del jovent i la mainada".

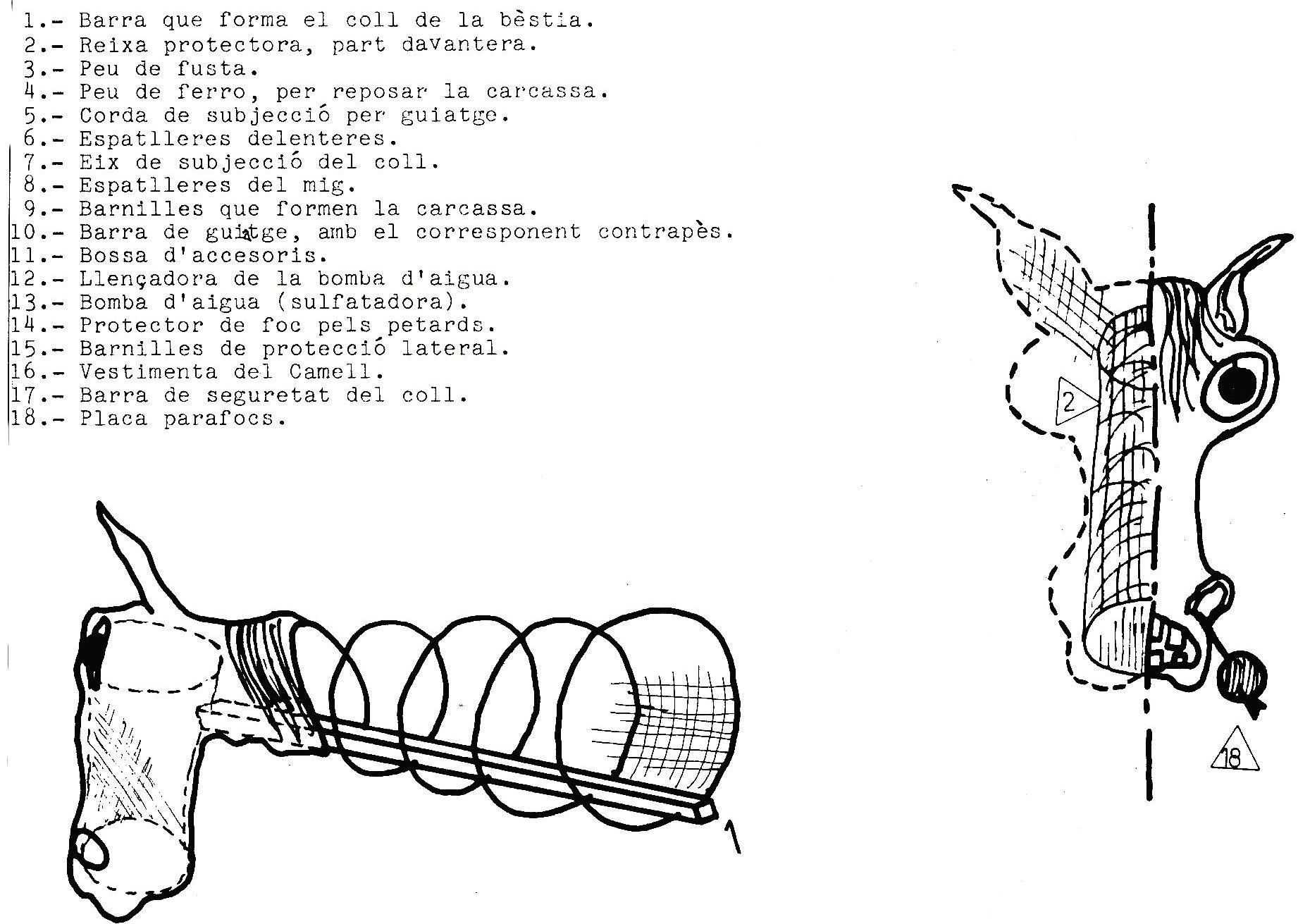
Fitxa tècnica i croquis del Camell

Gairebé dos anys més tard, el 26 de març de 1981 es reuneixen a La Peni l'Eduard Segura, la Núria Arús, l'Anna Parés i en Pere Rodón, que constitueixen el grup fundador que, engrescat amb la proposta, consulta documentació antiga, busca material i estableix contactes amb l'Ajuntament. Entre tots basteixen un projecte de construcció del nou Camell. El 25 de setembre de 1981 es fa un assaig a la plaça del Mercat sota una gran expectació i l'endemà s'estrena en el marc de la Festa Major de Sant Miquel.
Una vegada recuperat el Camell pren el protagonisme en la festa de Carnestoltes. Junt amb el Secretariat de Dansa de Molins es recreà el Ball del Camell procurant guardar la màxima fidelitat i emmarcant tant els passos com el vestuari en el context de l'època que es va estrenar el 20 de febrer de 1982. L'entitat Amics del Camell, que es constituí com a Associació Amics del Camell el 22 de juny de 1989 té per objectiu la recuperació i el manteniment d'una tradició de Molins de Rei que data del segle xix i que consisteix en l'aparició d'una bèstia fantàstica pels carrers i places de la vila, amb motiu de festes assenyalades. Serà igualment un objectiu d'aquest grup el manteniment i la custòdia del Camell físicament considerat. L'afany de lucre queda exclòs totalment dels objectius de l'entitat.

### Evolució
Des de la seva creació les activitats del Camell de Molins de Rei s'han multiplicat dins i fora de Molins. A Molins de Rei realitza tres sortides fixes a l'any: El Ball del Camell i l'Empaitaculs de Carnaval, les Matines de Sant Miquel i el Corre-cuita i Sarau d'Espurnes de la Festa Major de Sant Miquel. D'altra banda, també realitza activitats sense pirotècnia que s'han anat consolidant i massificant com són: el Desperta el Camell, Dona el Xumet el Camell, l'expositor de la Fira de la Candelera, la participació a la fira del llibre i la rosa de Sant Jordi, les Escoles ens Visiten i altres actes com la participació a la festa de l'AFANOC.
També ha participat en correfocs on destaca les Festes de la Mercè de Barcelona, el Diabòlic de Vilafranca o les Santes de Mataró i ha apadrinat la Garsa de Sant Feliu del Llobregat (1984). El 1983 es va publicar l'opuscle El Camell i el ball del Camell amb la història i llegenda. S'iniciaren dos elements més que serien aviat tradicions: participació amb un estand firal a la Fira de la Candelera i la venda de mocadors taronges que serien característics de la Festa Major de Sant Miquel.
Altres dates han marcat la història del Camell de Molins de Rei. El febrer 1992, en plena actuació, el Camell es va cremar totalment per una guspira, el mateix any el van reconstruir. Al desembre 1996, durant la celebració del 15è aniversari, es va inaugurar una retrospectiva del Camell. L'any 2006, amb motiu del seu 25è aniversari, es realitzà un espectacle conjuntament amb Comediants i la sortida a plaça fou tocada en directe per la Companyia Elèctrica Dharma. El 2011, per celebrar el 30è aniversari, els Amics del Camell editen el conte El Camell surt per la Festa Major i es va fer un lipdub.

#### Altres noves tradicions
El corpus de les celebracions i sortides del Camell ha anat creixent amb noves aportacions. L'any 1983 s'introduí el mocador taronja característic de la Festa Major de Sant Miquel, al qual se li afegiria com a indumentària festiva el barret de palla. L'any 1985 es va afegir dos elements més a l'entitat: la introducció de diables per a obrir camí al Camell i l'adaptació del vestuari per a protegir-se del foc adequadament. Durant el 2002 es va construir de nou el cos del Camell i en l'espectacle inaugural, el 28 de setembre, representaren el despertar de la bèstia per tal d'eliminar quatre factors negatius: els polítics, l'exèrcit, el poder executiu i la prostitució. Durant la sortida per l'aniversari el juny 2006 el Camell va sortir pintat de color verd, disfressat d'arbre i amb una pancarta de "No al vial de la cornisa".

## Etnografia

### Fer el camell
La bèstia dita "Camell" no té, ni tenia, similitud amb l'animal homònim. Es creu, doncs, que l'origen del nom no és conegut amb certesa, que se li deia camell perquè era una bèstia que feia molt el ximple i el barroer.

## Sortides i activitats

### El Ball del Camell i l'Empaitaculs de Carnaval

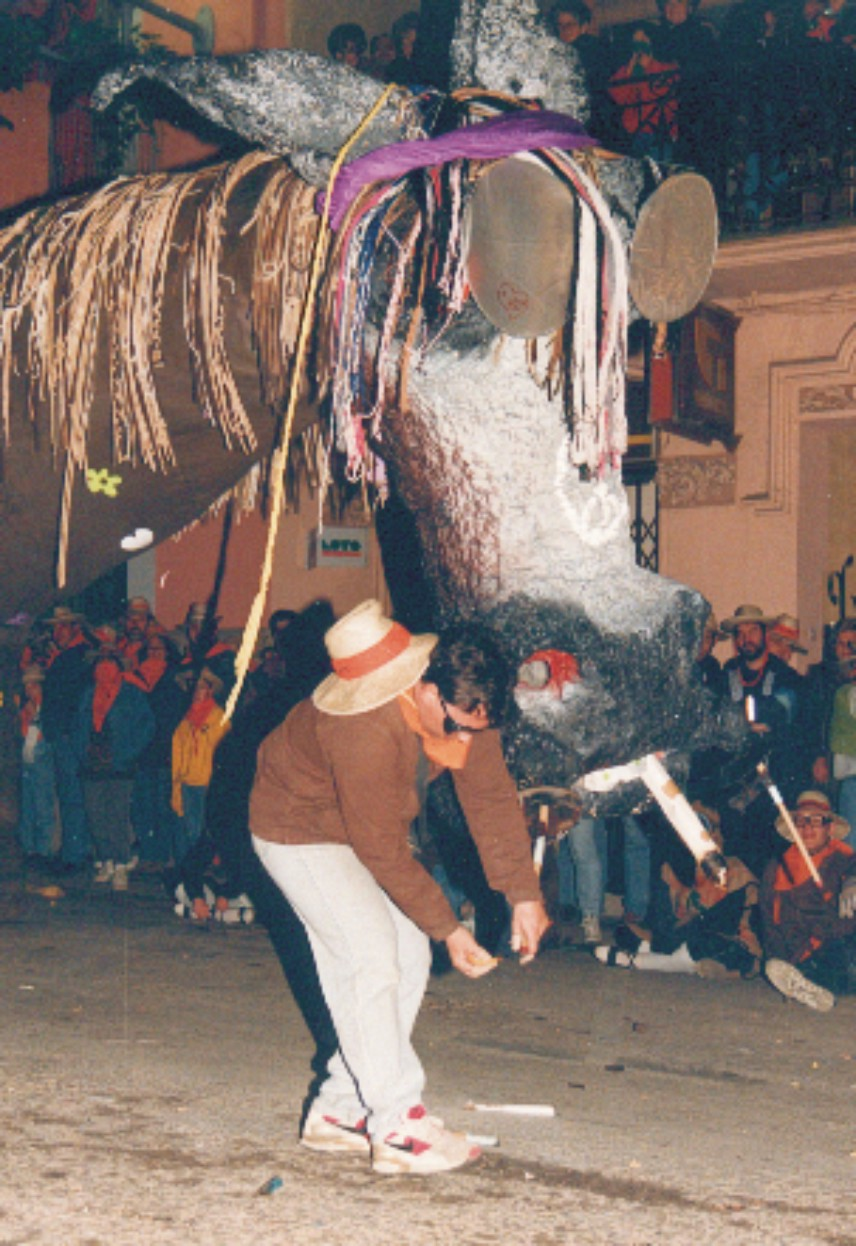
El Camell disfressat de Hippie preparat per fer el Ball del Camell de Carnaval.

El febrer de 1982 s'estrena el "Ball del Camell" per les festes de Carnestoltes, ja que la tradició el lliga estretament amb aquesta festa. Els elements característics són: el Camell, l'aristocràcia, la gent del poble, els esparriots i la música. Les músiques del ball van ser compostes per en Julià Canals i Maimó el 2016 i actualment s'interpreten amb un arranjament d'en Magí Canyelles. Són interpretades en directe pels Grallers de Molins de Rei. Tant el ball com la música marquen quatre grans parts:
- Ball de màscares: ballat per l'aristocràcia en palaus i castells, però avui dia està adaptat per ballar-lo a la plaça. Actualment és l'Esbart Dansaire de Molins de Rei qui interpreta aquesta part. Aquest ball és interromput pels esparriots que el fan finalitzar.[6]

- Corrandes dels Esparriots: els esparriots, personatges vestits amb roba de sac, foragiten els aristòcrates i fan iniciar el ball del poble, convidant a ballar a tots els assistents a la plaça formant corrandes, serps i cargols tot saltant i ballant al so de les gralles i el tamborí.[6]

- El ball de la bèstia: quan el ball del poble està molt engrescat surt la bèstia i espanta la gent, traient foc per la boca i per la cua. Després la bèstia es calma i balla sola al so de la música de la tuba.[6] Paral·lelament la gent torna a fer corrandes i tindrà lloc l'”Empaitaculs del Camell”, el nom amb què antigament es coneixia el correcuita de la bèstia.
- Samainat: després del Ball del Camell els esparriots organitzen la cercavila encapçalada pel Camell, portant els nois a un cantó i les noies a l'altra, amb una teia encesa a la mà fins a la plaça de l'Església. Allà tindrà lloc el Samaniat entre Sa Majestat Carnestoltes i el Camell, una tradició que consisteix en un encontre dialèctic entre el Rei Carnestoltes i el Camell que acaba amb el Rei Carnestoltes socarrimat.[15]

L'empaitaculs és el Corre-cuita que realitza el Camell acompanyat dels seus timbalers i diables, pels carrers i places de la vila, després del Ball del Camell i fins a la plaça de l'Església, on es realitzarà el Samaniat. L'empaitaculs finalitza al Pati de Ca n'Ametller, on dorm el Camell. Un fet característic d'aquesta sortida és que ja és tradició que el Camell surti disfressat pel carreró Enric Granados. La disfressa acostuma a tenir un caràcter reivindicatiu o commemoratiu d'algun fet ocorregut durant el darrer any.

### La Festa Major
En els actes de preparació i durant la festa local per Sant Miquel, el Camell té un paper destacat amb dues sortides (les Matines i el Corre-cuita) i tres actes adreçats als més petits ("Les escoles ens visiten", "Desperta el Camell" i el "Dona-li el xumet al Camell"):
- Les escoles ens visiten: les setmanes abans és costum que les escoles de la vila s'apropin a Ca n'Ametller, que és on dorm el Camell. Els infants fan el tram entre la seva escola i Ca n'Ametller per despertar-lo, porten la vestimenta de festa major (samarreta, mocador taronja al coll i el barret de palla) i canten una cançó que s'ha convertit en popular:

| « | El camell no em fa por, pam i pipa, pam i pipa. El camell no em fa por, perquè és de roba i cartró. | » |

- Desperta el Camell: és una jornada dedicada als més petits de la vila amb activitats i propostes lúdiques amb el Camell com a centre d'interès. Aquesta activitat s'ha consolidat en el marc dels actes més concorreguts de la Festa Major de Sant Miquel.[cal citació]
- Dona-li el xumet al Camell: era tradició que els infants, acompanyats dels seus progenitors, donessin el xumet al Camell quan parava per descansar. Al setembre del 2005 van engegar la campanya "Dona-li el xumet al Camell" que s'ha anat consolidant i massificant esdevenint una tradició a la vila. El dissabte al matí, en el passeig del Terraplè o a la plaça de la Llibertat, la quitxalla li entrega al Camell el seu preuat xumet per demostrar que ja s'han fet grans. A canvi, el Camell els obsequia amb un diploma i un globus o enganxina.[cal citació] El Camell a l'estació.

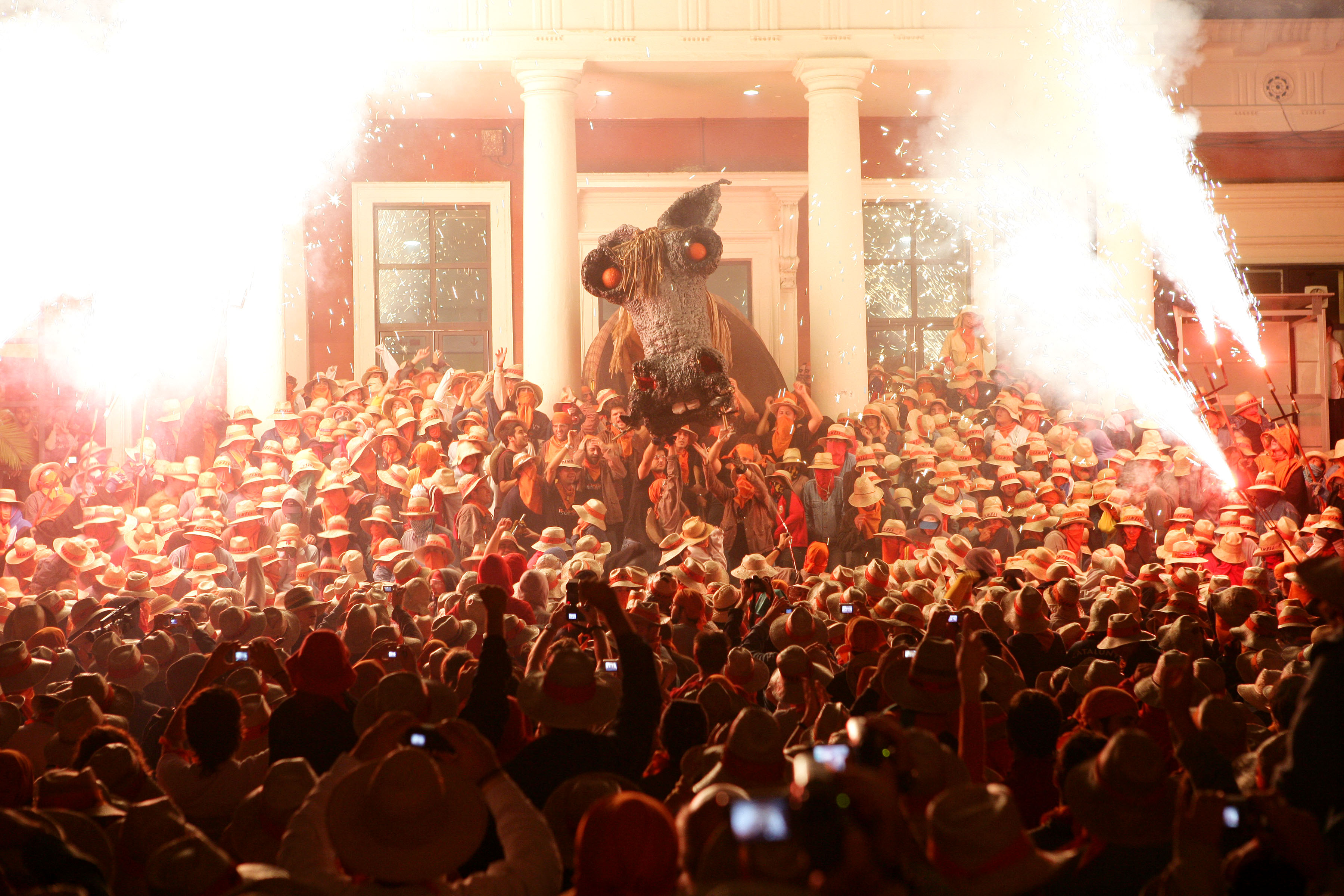
El Camell a l'estació.

- Corre-cuita i Sarau d'Espurnes: durant la nit del dissabte de Festa Major, a la plaça de l'ajuntament, es fa un espectacle pirotècnic d'inici, l'encesa de 5 traques amb 90 carretilles per traca (450 en total) i un petit castells de focs (Sarau d'Espurnes). Seguidament sona la cançó "La presó del rei de França" de la Companyia Elèctrica Dharma i fa acte de presència el Camell. És llavors quan comença el Corre-cuita: el recorregut del Camell pels carrers més cèntrics de la vila acompanyat dels seus timbalers i diables. Al llarg del recorregut el Camell empaita els culs dels molinencs i molinenques que corren davant d'ell. A la plaça de la Creu s'encén el segon Sarau d'Espurnes i els Diables faran el seu Ball de Diables amb patums. A la plaça de l'Església els Diables organitzen el KAOS, un espectacle pirotècnic amb música i pirotècnia constant.[cal citació]
- Les matines: Amb inici a la plaça de la Vila i final al pati de Ca n'Ametller, el Camell sortirà per despertar tots els molinencs i molinenques a les 6.00h del matí de la Diada de Sant Miquel, el patró de la vila., tot fent un recorregut amb timbalers i diables pels carrers i places de la vila. Prèviament, a les cinc del matí, hi ha les prematines, on els participants en "la festa de l'empalmada" surten a la plaça de la Llibertat i junt amb timbalers i camellaires tiren traques valencianes i trons.[cal citació]

## Petit Camell
El Petit Camell és la reproducció de la bèstia de foc de Molins de Rei adaptada a infants i joves de fins a 16-18 anys. Els Petits Amics del Camell organitzen una reproducció a petita escala del Corre-cuita del Camell i de l'Empaitaculs de Carnaval, inclòs el Petit Ball del Camell.

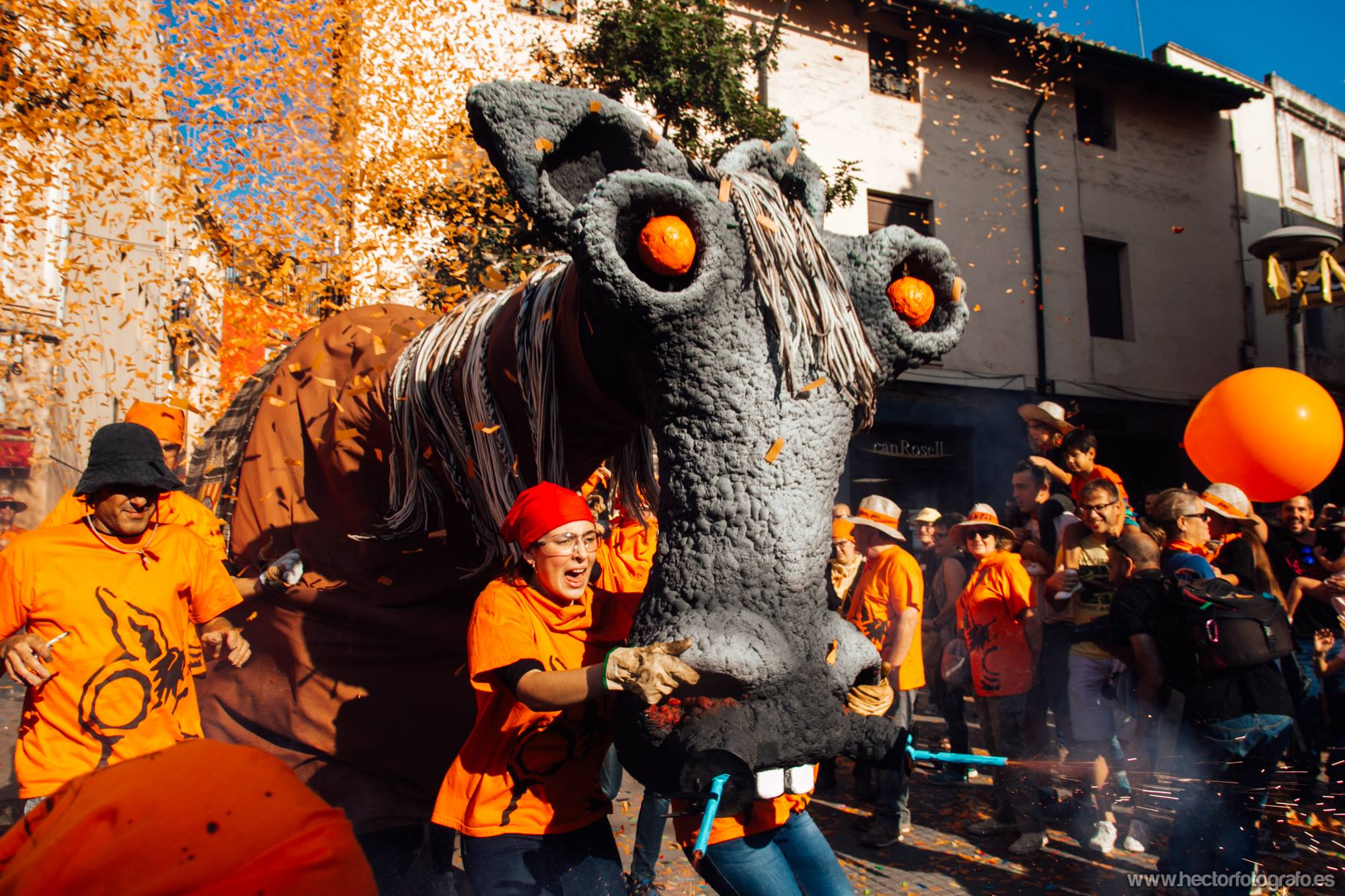
El Petit Camell sortint a la Plaça de l'Ajuntament des del Carreró Enric Granados

La bèstia va ser construïda al llarg de l’any 2016 al mateix local dels Amics del Camell i va treure el cap per primera vegada la Festa Major del 2016 pel carreró del Camell, el carrer Enric Granados. L’objectiu de la creació de la bèstia és el d’acostar la festa als més petits i fer-los partícips de les tradicions culturals més arrelades al nostre país i, sobretot, a la Vila de Molins de Rei.
La secció desenvolupa les mateixes activitats que els Amics del Camell, però amb la característica que són els mateixos nens i nenes que participen activament dels corre-cuites i altres activitats de la colla. Sempre, evidentment, amb l’acompanyament dels adults.